# Lista de prefeitos de Reserva do Iguaçu
Esta é a lista de prefeitos e vice-prefeitos do município de Reserva do Iguaçu, estado brasileiro do Paraná.
| Nº | Nome                             | Imagem                            | Partido               | Vice-prefeito                           | Início do mandato      | Fim do mandato                                  | Observações                                           |
| 1  | Edílson Mendes de Campos         |                                   | PDT                   |                                         | 12 de maio de 1997     | 31 de dezembro de 2000                          | Primeiro prefeito eleito                              |
| 2  | Elias Farah Júnior, Juca Farah   |                                   | PSDB                  |                                         | 1º de janeiro de 2001  | 31 de dezembro de 2004                          | Prefeito e vice eleitos em sufrágio universal         |
| 3  | Sebastião Almir Caldas de Campos |                                   | PTB                   | Joãozinho de Abreu Camargo (PDT)        | 1º de janeiro de 2005  | 31 de dezembro de 2008                          | Prefeito e vice eleitos em sufrágio universal         |
| 3  | Sebastião Almir Caldas de Campos | PMDB                              | 1º de janeiro de 2009 | Joãozinho de Abreu Camargo (PDT)        | 31 de dezembro de 2012 | Prefeito e vice reeleitos em sufrágio universal |                                                       |
| 4  | Emerson Júlio Ribeiro            |                                   | PSDB                  | Antonio da Silveira Caldas, Tonhão (PP) | 1º de janeiro de 2013  | 31 de dezembro de 2016                          | Prefeito e vice eleitos em sufrágio universal         |
| 5  | Sebastião Almir Caldas de Campos |                                   | PMDB                  | Paulo Sérgio Nunes (PDT)                | 1º de janeiro de 2017  | 31 de dezembro de 2020                          | Prefeito e vice eleitos em sufrágio universal         |
| 6  | Vitorio Antunes de Paula         | Prefeito Vitorio Antunes de Paula | PL                    | José Maria Lustosa Mendes (PV)          | 1º de janeiro de 2021  | 31 de dezembro de 2024                          | Prefeito e vice eleitos em sufrágio universal         |
| 6  | Vitorio Antunes de Paula         | Prefeito Vitorio Antunes de Paula | PSD                   | Ana Maria Pachalki Kasprzk (PSD)        | 1° de janeiro de 2025  | Atualidade                                      | Prefeito reeleito e vice eleita em sufrágio universal |